# Beaupré
Beaupré es una ciudad de la provincia de Quebec, Canadá. Es una de las ciudades que conforman la Comunidad Metropolitana de Quebec y se encuentra en el condado regional de La Côte-de-Beaupré y a su vez, en la región administrativa de la Capitale-Nationale. Hace parte de las circunscripciones electorales de Charlevoix a nivel provincial y de Charlevoix−Montmorency a nivel federal.

## Geografía
Beaupré se encuentra ubicada en las coordenadas 47°03′00″N 70°54′00″O / 47.05000, -70.90000. Según Statistics Canada, tiene una superficie total de 22.66 km² y es una de las 1135 municipalidades en las que está dividido administrativamente el territorio de la provincia de Quebec.

## Demografía
Según el censo de 2011, había 3439 personas residiendo en esta ciudad con una densidad poblacional de 151.7 hab./km². Los datos del censo mostraron que de las 3006 personas en 2006, en 2011 el cambio poblacional fue de 433 habitantes (14.4%). El número total de inmuebles particulares resultó de 1923 con una densidad de 84.86 inmuebles por km². El número total de viviendas particulares que se encontraban ocupadas por residentes habituales fue de 1425.